# Ralpharia rosetta
Ralpharia rosetta är en nässeldjursart som beskrevs av Watson 1999. Ralpharia rosetta ingår i släktet Ralpharia och familjen Tubulariidae. Inga underarter finns listade i Catalogue of Life.